# Sanche Ier (roi de Pampelune)
Pour les articles homonymes, voir Sanche Ier.
Sancho Garcés, en français Sanche Ier de Pampelune, est né vers 865 à Sangüesa et mort le 10 ou 11 décembre 925 à Resa (es), dans la haute vallée de l'Èbre, est le fils de Garcia Jiménez et de sa seconde épouse, Dadildis de Pallars. Il renverse le dernier roi de Pampelune de la dynastie Iñiguez, Fortún Garcés, et régna sur le royaume de Pampelune de 905 à sa mort, fondant la dynastie royale des Jiménez.

## Biographie

### Jeunesse
Sanche est le fils de Garcia Jiménez d'Aragon et de sa seconde épouse, Dadildis de Pallars. Il obtient, vers 870, le gouvernement de la vallée d'Onsella. Ambitieux, il commence rapidement à intervenir dans les territoires voisins.

### Règne

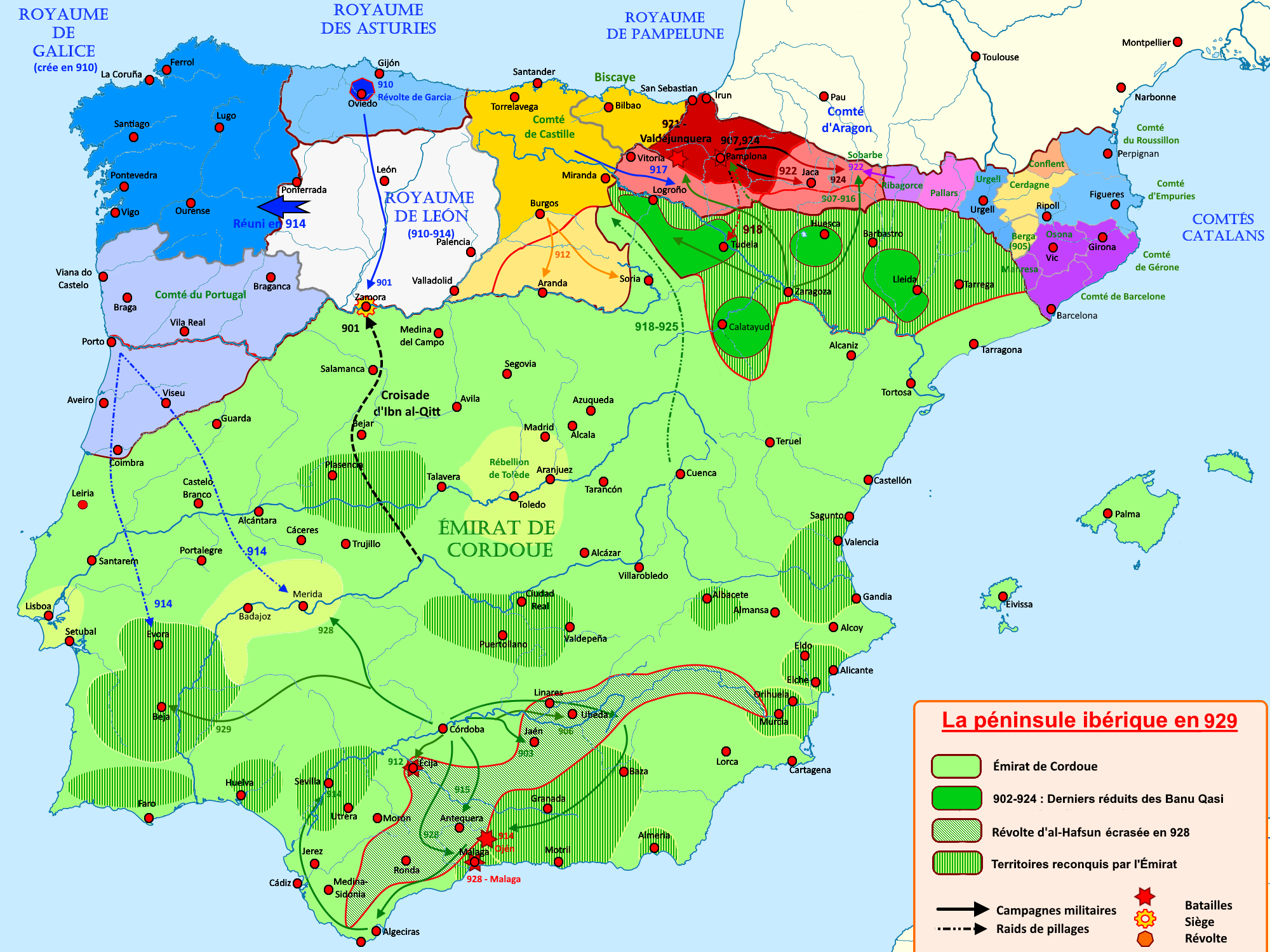
La Navarre de 900 à 929.

En 905, avec l'aide du roi des Asturies, Alphonse III, et de son oncle le comte de Pallars, Raymond Ier, il détrône son parent Fortun de Pampelune et devient roi de Pampelune. 
Dès 907 il bat les Arabes devant Pampelune. Sanche Ier consolide ensuite son royaume. L'émir qui s'est proclamé Calife en 920 défait les chrétiens la même année au Valdejunquera. Sanche Ier prend sa revanche à la Rioja en 921 il s'empare de l'Aragon et étend son royaume en 923 jusqu'à l'Ebre et à l'est de Logroño il contrôle Viguera au-delà de l'Ebre où il crée un petit état frontalier qu'il confie à son fils Ramire. Il crée également en 924 le monastère de frontière de Saint-Martin de Albelda qui devient un centre de colonisation et un foyer culturel.La Navarre dispose en outre désormais en outre de deux évêchés Pampelune et depuis le IXe siècle Najera dans le bassin de l'Ebre d'où les rois gouvernent.
Abd al-Rahman III tente sans succès en 924 de mener une expédition dans les plaines de l'Estrella mais il ravage Pampelune.

## Mariage et descendance
Sanche Ier épouse en premières noces Urraca d'Aragon.
Il épouse en secondes noces Toda de Pampelune, fille d'Aznar Sánchez de Pampelune et de sa cousine Oneca Fortúnez de Pampelune (fille du roi de Pampelune Fortún Garcés et tante du calife de Cordoue Abd al-Rahman III). De cette union naissent :
- Nunilo de Pampelune (morte avant 923) épouse en 911 Fruela II, roi des Asturies (910-924) ;
- Urraca de Pampelune (morte en 956) épouse en 932 Ramire II, roi de León ;
- Oneca de Pampelune (morte en 931) épouse en 923 Alphonse IV, roi de León ;
- Sancha de Pampelune (900-959) épouse en 923 Ordoño II de León en premières noces, puis Alvar comte d'Alava en 924 et enfin Ferdinand, comte de Castille, en 932 ;
- García II (919-970), roi de Pampelune (925-970) et comte d'Aragon (943-970) ;
- Velasqueta de Pampelune épouse en 923 Munio, comte d'Alava, en premières noces, puis en 930 Galindo de Ribagorce, et enfin Fortún de Nájera ;
- Orbita de Pampelune, épouse probablement al-Tawil, wali de Huesca.

Sanche Ier a également une fille naturelle prénommée Lupa qui épouse Daton II, comte de Bigorre, et est la mère de Raymond Dat de Bigorre.